# Cassie Brady
Cassie Brady is een personage uit de soapserie Days of our Lives. De rol werd gespeeld door actrice Alexis Thorpe op contractbasis van 8 juli 2002 tot eind 2003. In deze periode stond ze bekend onder de naam Cassie DiMera. In 2004 en 2005 speelde ze nog op terugkerende basis als Cassie Brady.

## Personagebeschrijving
Cassie en haar tweelingbroer Rex belandden in Salem na de meteoorregen in juli 2002. Ze waren halfnaakt, spraken geen Engels en iedereen dacht dat ze buitenaardse wezens waren.
Ze werden ontdekt door Belle Black en Shawn Brady die hen verborgen probeerden te houden voor de buitenwereld en hen leerden spreken. Later werden ze getest en bleken ze menselijk te zijn. Ze hadden beiden een tatoeage met daarop de helft van een feniks, het wapenschild van de familie DiMera waardoor men dacht dat ze verbonden waren met Stefano. Toen ontdekt werd dat Marlena Evans hen gebaard had en dat Cassie dezelfde zeldzame bloedgroep als Tony DiMera had dachten ze dat zij hun ouders waren. De tweeling werd genetisch bepaald en werd niet verwekt door seks maar werd bij Marlena ingeplant die vier jaar lang door Stefano werd gevangen gehouden terwijl iedereen in Salem dacht dat Marlena dood was. Cassie werd verliefd op Shawn en wilde hem voor haar alleen en probeerde zelfs Belle te vergassen. Cassie probeerde ook Lucas Roberts te verleiden. Rex ontdekte dat niet Tony en Marlena zijn ouders waren, maar wel Roman Brady, een man die hij verachtte en Kate Roberts. Rex snelde naar Cassie die op het punt stond de liefde te bedrijven met Lucas. Cassie verbrak snel de flirt met Lucas zonder hem in te lichten dat hij haar halfbroer was. Ook Shawn en Philip Kiriakis waren nu verboden terrein voor Cassie omdat het familie was. Ze werd wel goed bevriend met Philip.
Toen de seriemoordenaar toesloeg in Salem en Abe Carver en Jack Deveraux vermoord werden was Rex een van de zeven hoofdverdachten. Cassie geloofde echter in zijn onschuld. Na de moord op Maggie Horton werd het bloed van Maggie aangetroffen op kleren van Rex en hij werd naar de gevangenis gestuurd. Rex gaf aan dat als er nog een moord zou gebeuren hij vrijgesproken zou worden en dacht dat zij een moord zou moeten plegen om haar broer vrij te pleiten, maar toen puntje bij paaltje kwam durfde ze niet. Terwijl Rex in de gevangenis zat werd Caroline Brady vermoord waarop hij weer vrijgelaten werd. Shawn beschuldigde Cassie van de moord op zijn grootmoeder. Samen met Rex en Tony ging ze naar de wake, waar Sami bekendmaakte dat Tony niet de vader was van hen maar wel Roman. Ze deed dit in de hoop om haar ouders weer samen te krijgen. Rex gaf dit toe en zei ook dat Kate hun moeder was, waar Sami niet op gerekend had. De volgende dag had Cassie uitgekiend wie de moordenaar was en stuurde Rex een mail dat ze het ontdekt had en naar de politie ging. Ze belde ook naar Roman dat hij meteen naar het politiekantoor moest komen. Celeste Perrault kreeg een visioen van een bloedende piñata op Salem Place. Kort daarna viel Cassie uit de piñata, ze was een aantal keren neergestoken. Kate stond naast het lijk met een bebloed mes in haar handen en werd gearresteerd. Kate verklaarde dat ze het mes zag liggen en opgeraapt had zodat de spelende kinderen dit niet in hun handen kregen.
Maanden later bleek dat Cassie, net als de andere slachtoffers nog in leven was en gevangen zat op het eiland Melaswen. Daar had ze intussen een band opgebouwd met Roman. Cassie kwam niet veel in beeld en ze werd er ook van verdacht onder één hoedje te spelen met Tony, wiens achternaam ze nog steeds droeg. Nadat uitkwam dat Tony achter alles zat begon ze zichzelf Cassie Brady te noemen. Ondanks dat ze beweerde onschuldig te zijn, bleef Marlena haar verdenken. Uiteindelijk geraakte Cassie samen met de anderen terug in Salem. Nadat Rex en Mimi Lockhart uit elkaar gingen verliet ze samen met Rex Salem en ze gingen in Chicago wonen.
Op 29 oktober 2007 werd haar naam voor de laatste keer vermeld toen Sami een droom had waarin de DiMera’s haar hele familie uitgemoord hadden.